# Ричард Атууд
Ричард Атууд (на английски: Richard Attwood) е бивш пилот от Формула 1.
Роден на 4 април 1940 година в Уулвърхямптън, Англия.

## Формула 1
Ричард Атууд прави своя дебют във Формула 1 в Голямата награда на Великобритания през 1964 година. В световния шампионат записва 17 състезания като се класира един път на подиума и събира 11 точки, и една най-бърза обиколка състезава се за четири отбора.